# Carrières-sous-Poissy
Carrières-sous-Poissy là một xã của Pháp, nằm ở tỉnh Yvelines trong vùng Île-de-France.
Các xã giáp ranh gồm: Triel-sur-Seine về phía tây bắc, Chanteloup-les-Vignes về phía bắc, Andrésy về phía đông bắc, et sur l'autre rive de la Seine, Achères về phía đông bắc, Poissy về phía đông và nam, Villennes-sur-Seine về phía tây nam.

## Hành chính
| Danh sách các thị trưởng |           |                  |      |                     |
| Giai đoạn                | Giai đoạn | Tên              | Đảng | Tư cách             |
| 2008                     | 2014      | Eddie Aït        | PRG  | Conseiller régional |
| 2002                     | 2008      | Daniel Schalck   | UMP  |                     |
| 1983                     | 2002      | Daniel Blervaque | DVD  |                     |
| 1977                     | 1983      | Michel Thouzeau  | PCF  |                     |
| 1965                     | 1977      | Francis Berthier |      |                     |
| 1959                     | 1965      | Joseph Lépicier  |      |                     |
| 1947                     | 1959      | André Boquillon  |      |                     |
| 1945                     | 1947      | Eugène Rouzic    |      |                     |
| Bản mẫu:Boîte déroulante |           |                  |      |                     |

## Biến động dân số
| 1793 | 1800 | 1806 | 1821 | 1831 | 1836 | 1841 | 1846 | 1851 |
| ---- | ---- | ---- | ---- | ---- | ---- | ---- | ---- | ---- |
| 371  | 378  | 451  | 440  | 497  | 497  | 503  | 558  | 500  |

| 1856 | 1861 | 1866 | 1872 | 1876 | 1881 | 1886 | 1891 | 1896 |
| ---- | ---- | ---- | ---- | ---- | ---- | ---- | ---- | ---- |
| 490  | 530  | 565  | 612  | 612  | 724  | 810  | 783  | 823  |

| 1901 | 1906  | 1911  | 1921  | 1926  | 1931  | 1936  | 1946  | 1954  |
| ---- | ----- | ----- | ----- | ----- | ----- | ----- | ----- | ----- |
| 973  | 1 130 | 1 296 | 1 392 | 1 696 | 2 129 | 2 136 | 2 119 | 2 444 |

| 1962                                         | 1968  | 1975   | 1982   | 1990   | 1999   | - | - | - |
| -------------------------------------------- | ----- | ------ | ------ | ------ | ------ | - | - | - |
| 4 222                                        | 6 054 | 10 324 | 10 244 | 11 353 | 13 472 | - | - | - |
| Số liệu kể từ 1962 : dân số không tính trùng |       |        |        |        |        |   |   |   |